# 兴义站
兴义站，位于中华人民共和国贵州省黔西南布依族苗族自治州兴义市，是南昆铁路上的火车站，建于1997年，由南宁铁路局百色车务段管辖。

## 車站周邊
- 中国联通满意168合作营业厅
- 兴义水墨山水大酒店
- 中国建设银行黔西南顶效支行
- 中国移动开发东路营业厅
- 中铁连锁酒店兴义南昆路海店
- 龙源中学
- 中国移动老街路营业厅
- 兴义新富豪商务酒店
- 布医坊民族特色用品有限公司民族特色疗法研究所

## 业务办理
办理旅客乘降，行李，包裹托运。

## 歷史
- 建于1997年。

## 外部連結
- 中国铁路客户服务中心（页面存档备份，存于）